# 青埔運動公園棒球場
青埔運動公園棒球場是臺灣一座棒球場，位於桃園市中壢區青埔運動公園內，為樂天桃園棒球場的附屬場地，目前已有固定的地方性賽事，以及甲組成棒與中華職棒二軍賽事在此舉行。

## 外部連結
- （中文）桃園縣政府體育局：青埔運動公園棒球場簡介 （页面存档备份，存于）